# Meng Guanliang
Meng Guanliang (n. 24 ianuarie 1977, Haining⁠(d), Zhejiang, Republica Populară Chineză) este un caiacist ce a reprezentat Republica Populară Chineză, medaliat olimpic. A participat la 2 ediții ale Jocurilor Olimpice (2004, 2008) în care a câștigat două medalii de aur.